# Hyères (Savoie)
Pour les articles homonymes, voir Hyères (homonymie).
L'Hyères, aussi orthographiée Hyère, est une rivière située dans le département français de la Savoie en région Auvergne-Rhône-Alpes. Cette rivière est un sous-affluent du Rhône par la Leysse, le lac du Bourget et le canal de Savières. 
Sur la majorité de son parcours, l'Hyères emprunte le val de Couz qui marque la démarcation entre la chaîne de l'Épine, appartenant au massif du Jura, et le massif de la Chartreuse, appartenant aux Préalpes.

## Géographie
L'Hyères prend sa source au col des Égaux, sur la commune de Corbel, dans le massif de la Chartreuse, au-dessus du col de Couz, puis descend le long de la route RD 45, sur la commune de Saint-Jean-de-Couz, avant de longer la RD 1006 (ex-Nationale 6) dans le val de Couz.
À l'entrée sur la commune de Saint-Thibaud-de-Couz, la rivière est rejointe par le ruisseau des Berthollets (rive droite), au hameau des Gros Louis par le ruisseau du Gollet (rive droite), aux Simons par le ruisseau des Favre (rive gauche), juste avant le chef-lieu par le ruisseau des Gorges (rive gauche), dans le bourg par la Gorgeat (rive droite), puis dans la Praire par les ruisseaux de la Combe Fournier, des Côtes et de Montencôt (rive gauche).
Après la plaine de la Praire, l'Hyères serpente dans une petite gorge et marque la limite entre Saint-Cassin (rive droite) et Vimines (rive gauche). Au lieu-dit La Cascade, la rivière est rejointe par un petit affluent (rive droite) qui jaillit d'un à-pic en une cataracte qui donne son nom au hameau, puis par le Nant Jouan (rive gauche).
Au lieu-dit le Pont Saint-Charles, l'Hyères est grossi par le Merderet (rive droite) puis juste à l'entrée sur la commune de Cognin, par le ruisseau des Alberges (rive droite). Après la traversée des ZA de la Digue et de la Forêt, la rivière est rejointe par le ruisseau du Pontet (rive droite) puis passe sous la route de Lyon pour longer la rue de la Digue et marquer la limite communale entre Cognin (rive gauche) et Chambéry (rive droite). Le Forézan (rive gauche) s'y jette alors. En passant sous l'avenue du général Cartier, l'Hyères entre sur le territoire de Chambéry.
La rivière finit sa course en aval du pont des Chèvres, près de la ZA du Grand-Verger, où elle se jette dans la Leysse. L'Hyères contribue ainsi à l'alimentation en eau du lac du Bourget.
La longueur de son cours est de 18,9 km.

## Hydrologie
L'Hyères a été observé depuis 1996 à la station V1316440, l'Hyères à Chambéry, à 260 m d'altitude, pour un bassin versant de 75,2 km2.

## Galerie

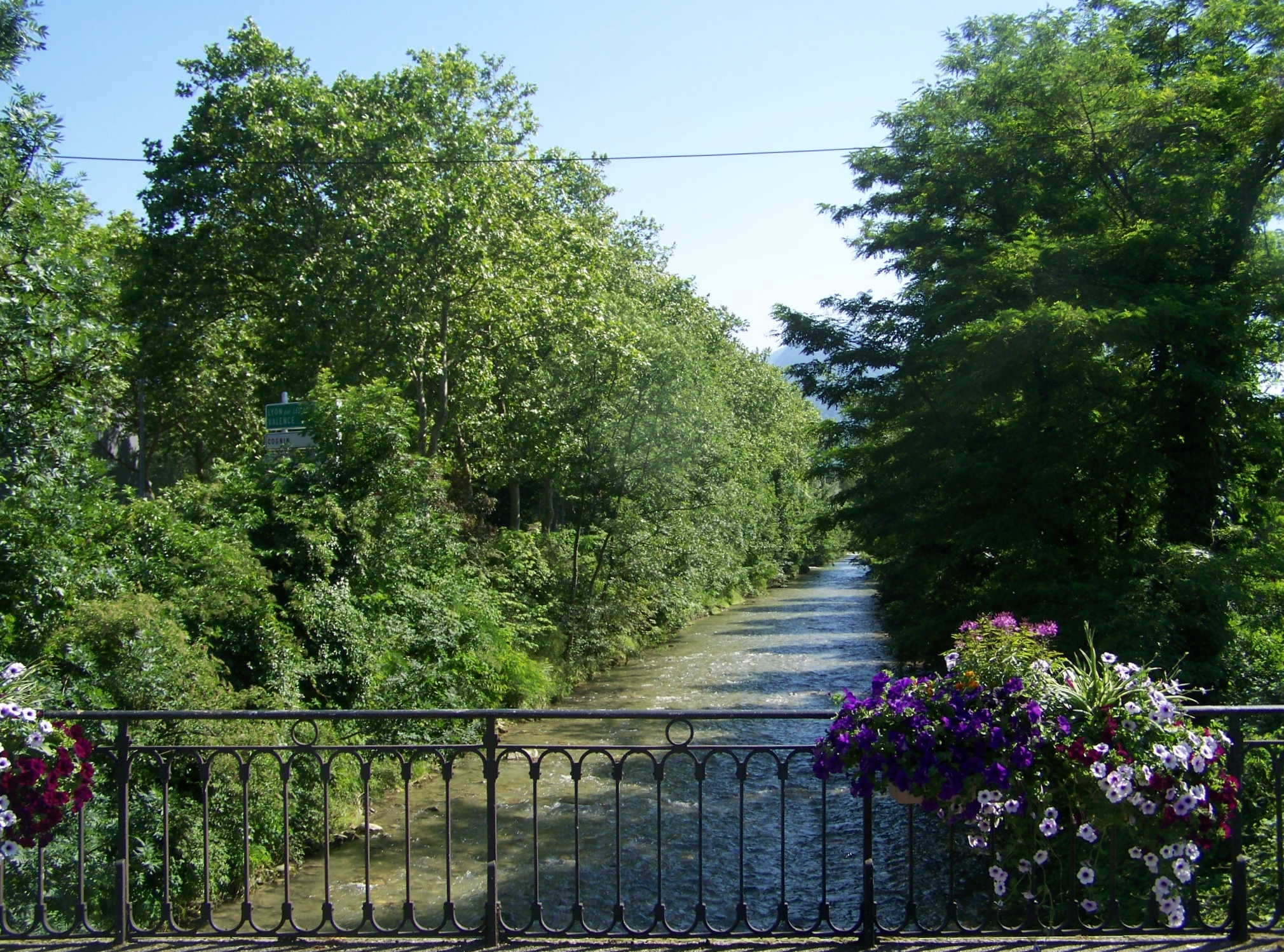
L'Hyères traversant Chambéry.
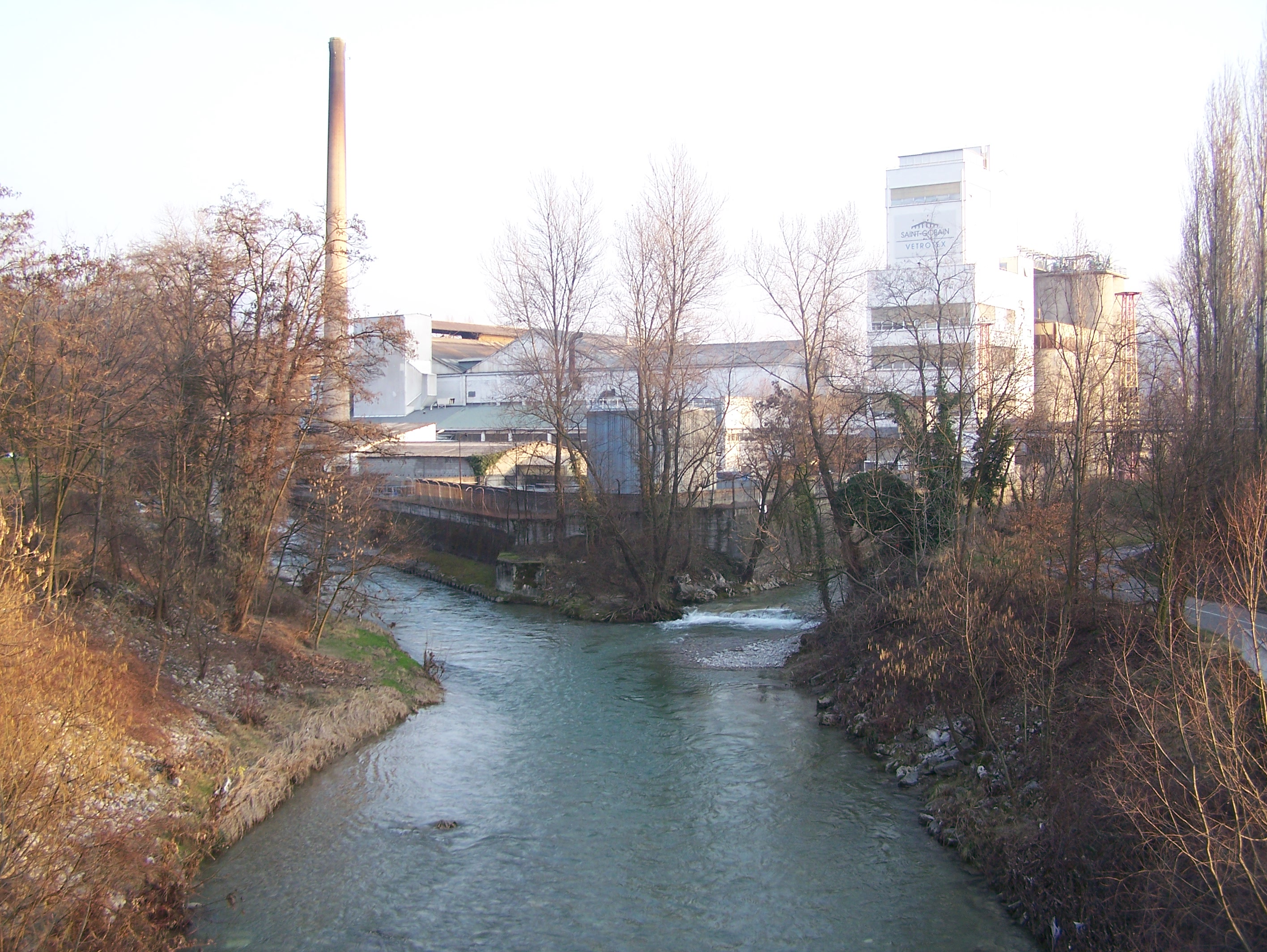
Confluence À gauche : La Leysse À droite : L'Hyères.
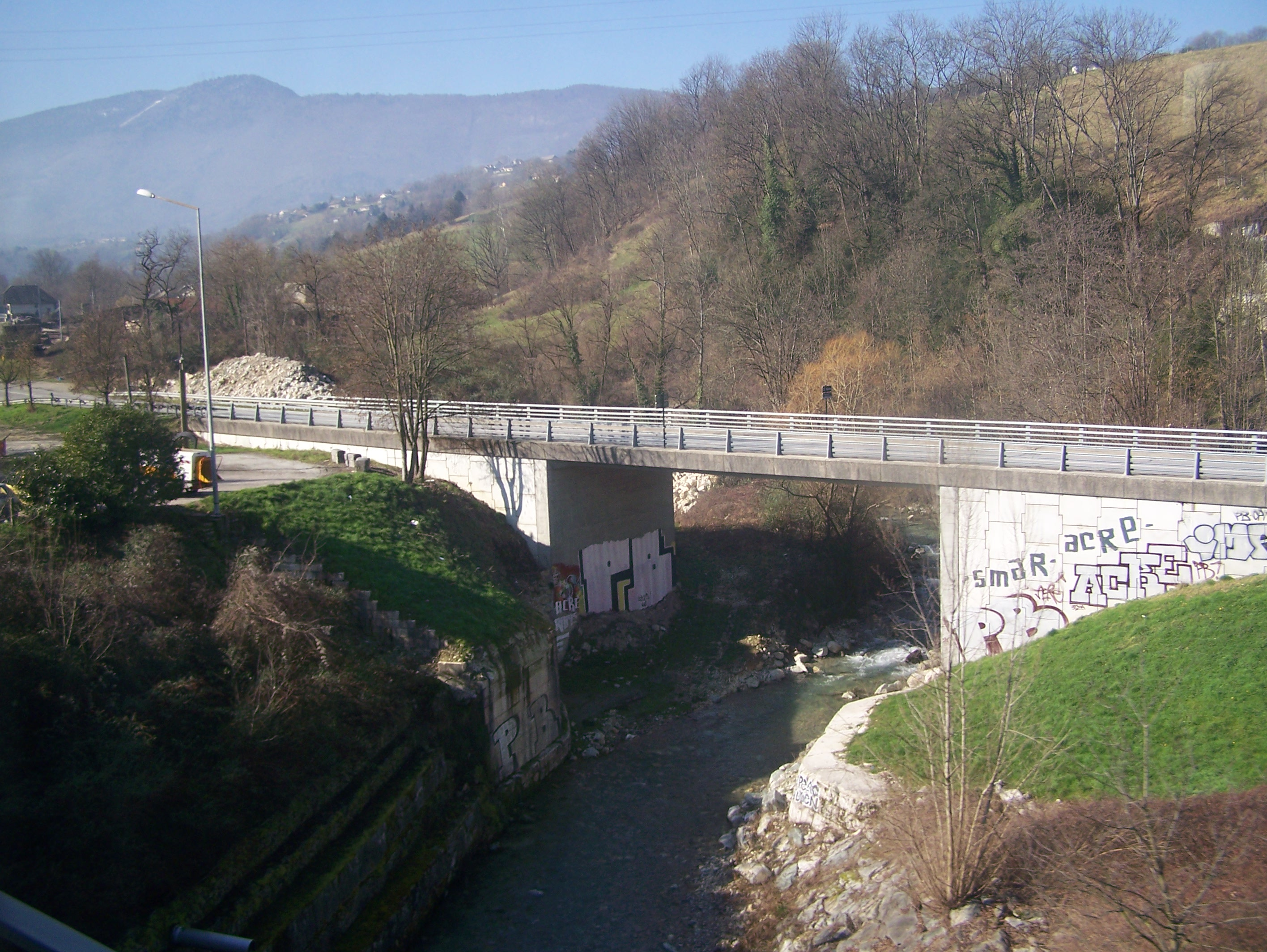
L'Hyères passant sous le Pont Saint-Charles.
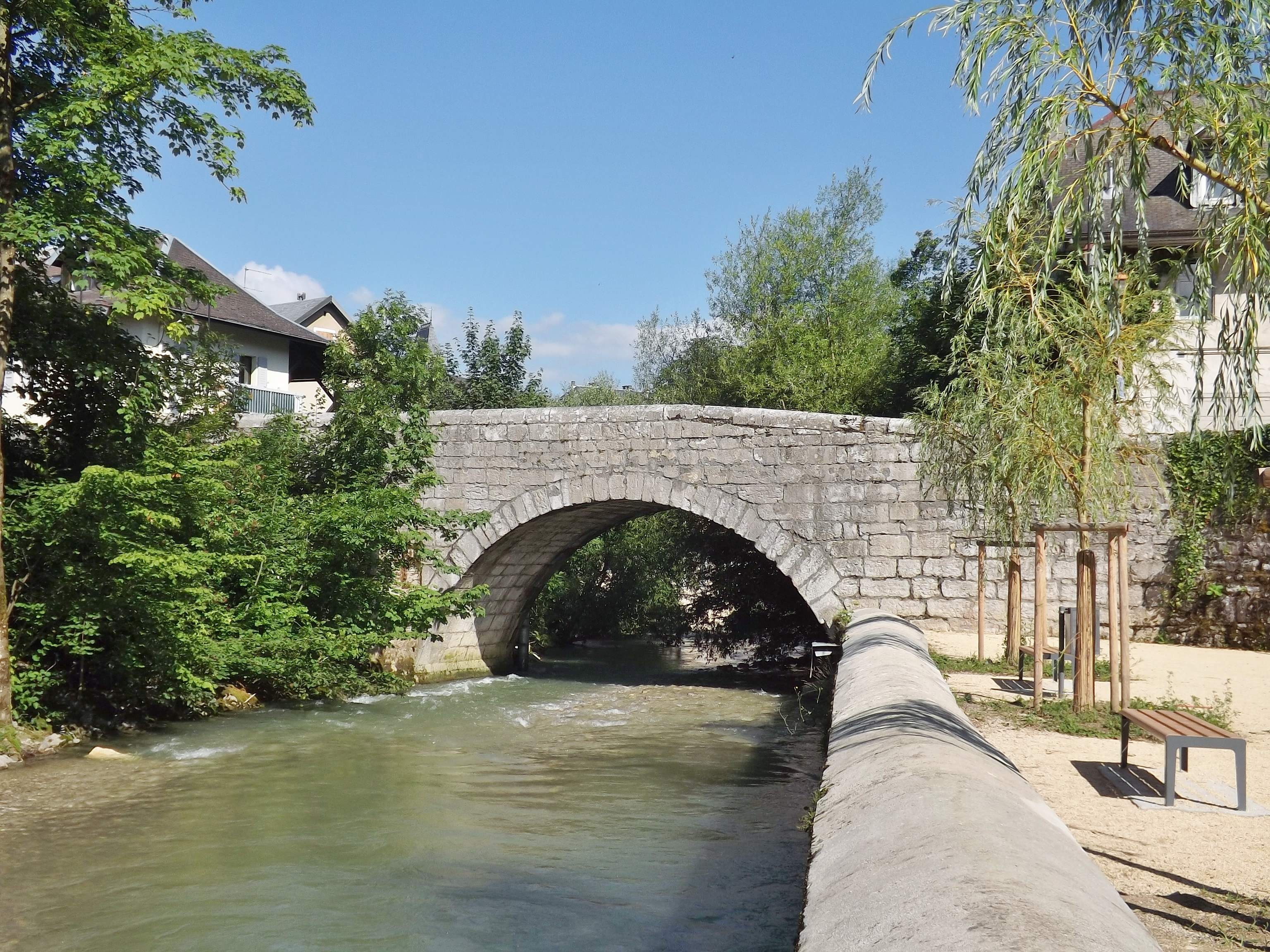
Pont-Vieux traversant l’Hyères entre Chambéry et Cognin.